# Josef Velenovský
Josef Velenovský (22 de abril de 1858 - 7 de mayo de 1949) fue un botánico, micólogo, pteridólogo y briólogo checo. También trabajó con fósiles.

## Biografía

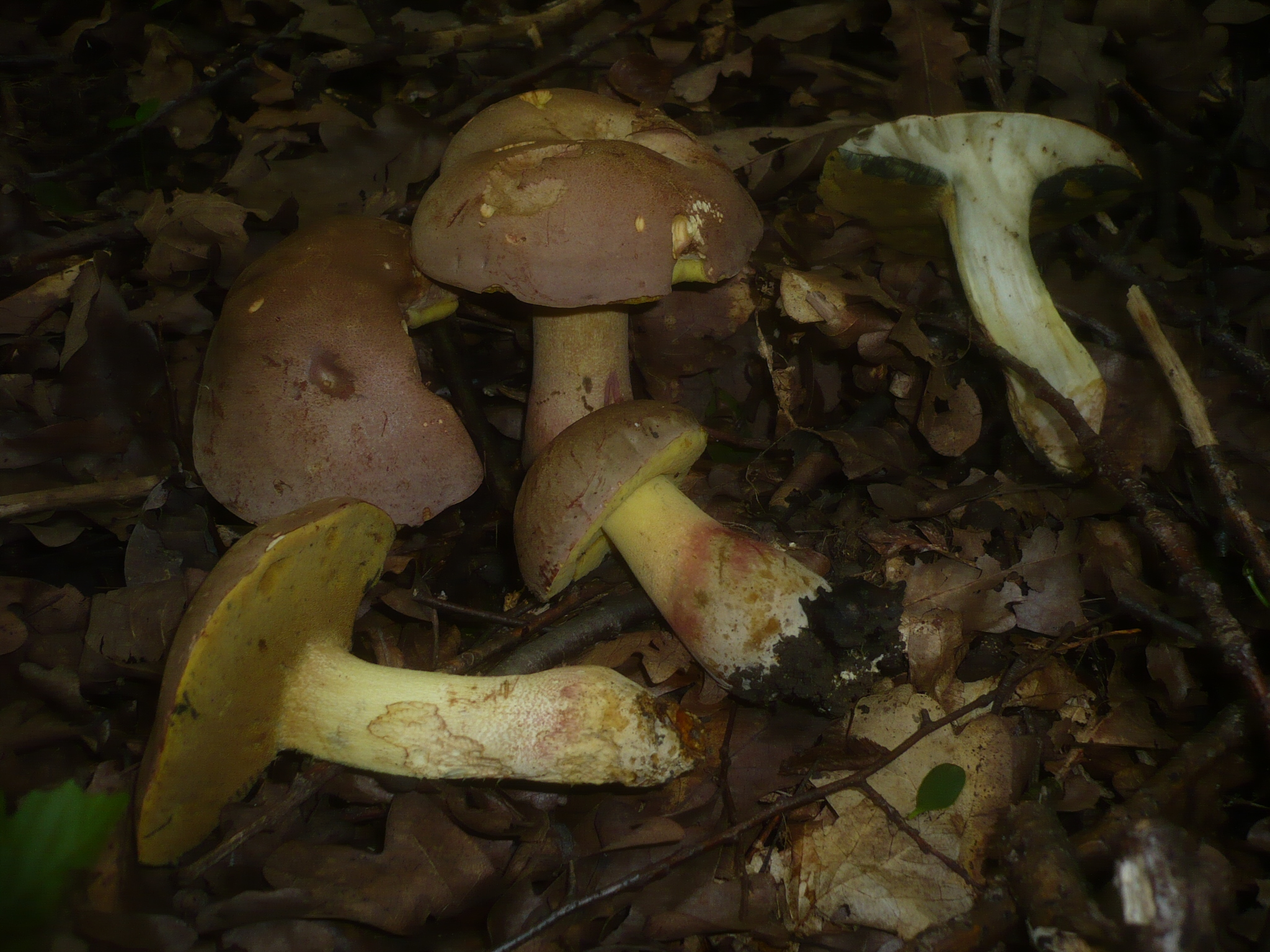
Boletus fechtneri Velen.

Se desempeñó como investigador y profesor en el "Instituto Botánico Universitario de Praga", alternando con su colega L.J. Čelakovský. También fue profesor de Botánica en la "Charles University", y se concentró especialmente en el estudio micológico en la mitad final de su vida. Recolectó innumerable material, particularmente de Bohemia central, describiendo al menos 2000 nuevas especies de hongos. Gran parte de sus especímenes tipo y otras colecciones se hallan en el herbario del "Museo Narodni de Praga" 

## Algunas publicaciones
- 1882. Die Flora der böhmischen Kreideformation
- 1886.  Beiträge zur Kenntniss der bulgarischen Flora
- 1891. Flora Bulgarica. Descriptio ... systematica plantarum vascularium in principatu Bulgariae sponte nascentium
- 1892a. O biologii a morfologii rodu Monesis, etc. Con resumen en alemán
- 1892b. O morfologii rostlin cevnatých tajnosnubných, etc. Boh. & Ger
- 1892c. O Phyllokladiích rodu Danaë, etc.
- 1897. Mechy české

### Libros
- Velenovský, J. (1920). České Houby 1: 1-200 pg.
- Velenovský, J. (1920). České Houby 2: 201-424.
- Velenovský, J. (1921). České Houby 3: 425-632.
- Velenovský, J. (1922). České Houby 4-5: 633-950.
- Velenovský, J. (1934). Monographia Discomycetum Bohemiae 1: 1-436. Czechoslovakia, Prague.
- Velenovský, J. (1939). Novitates Mycologicae. 1-211.
- Velenovský, J. (1947). Novitates mycologicae novissimae. Opera Botanica Čechica 4: 1-167, 2 pls.

## Honores

### Epónimos
Unas 40 especies se nombraron velenovskyi en su honor 
- La abreviatura «Velen.» se emplea para indicar a Josef Velenovský como autoridad en la descripción y clasificación científica de los vegetales.[1]

## Fuente
- Debus, AG. (dir.) 1968. World Who’s Who in Science. A Biographical Dictionary of Notable Scientists from Antiquity to the Present. Marquis-Who’s Who (Chicago) : xvi + 1855 pp.